# Beyza
Beyza o Bayḍāʾ (in persiano بيضا‎, Beyẕā o Beyzā o Bayzâ, nota anche come Tall-e Beyẕā in persiano تل بیضا‎, o Tal-e Baiza, oppure Tol-e Beyẕā, in persiano سپیدان‎ Sepīdān) è una piccola cittadina iraniana, capitale dell'omonimo distretto. Al censimento del 2006, i suoi abitanti risultavano essere 3593.
Il nome antico di Bayḍāʾ era Nesayak o Nesa. I linguisti fanno derivare tale nome dalla parola partica Ns'yk che significa "brillante, scintillante". Gli Arabi musulmani durante la loro invasione dell'Iran sasanide nel VII secolo, tradussero il toponimo nell'arabo Bayḍāʾ, che significa "bianco", ma anche "scintillante".
L'antica città elamica di Anshan si crede talora che sia stata situata al posto dell'attuale Bayḍāʾ. Una leggenda attribuisce la sua fondazione a Gushtasb.
Bayḍāʾ fu anche il luogo natale e di morte del grande grammatico arabo Sībawayh (o Sībawayhi).